# The Company (Prison Break)
The Company is een fictieve organisatie uit de Amerikaanse televisieserie Prison Break.
The Company bestaat uit een grote groep multinationals die in het geheim de Verenigde Staten besturen en regeren. Ze beïnvloeden het Witte Huis en houden zich bezig met het schaduwen en liquideren van personen die hun plannen in de weg zitten.

## Organisatie
De broer van de vicepresident van de Verenigde Staten, Terrence Steadman, runt een groot bedrijf dat Ecofield wordt genoemd. Ze houden zich bezig met duistere zaken waaruit The Company ontstaat. 
Wanneer een van de medewerkers informatie lekt, krijgt deze een fikse prijs op zijn hoofd. Deze man heet Aldo Burrows. Om hem in het openbaar te krijgen, zetten ze de moord van Terrence Steadman in scène en laten ze zijn zoon Lincoln Burrows ervoor opdraaien. Deze wordt veroordeeld tot de doodstraf en zal tot die tijd verblijven in de Fox River gevangenis. Toch houdt Aldo Burrows zich gedeisd. 
Wanneer Burrows ontsnapt samen met zeven anderen gedetineerden, wordt Agent Bill Kim op de zaak gezet. Hij schakelt Agent Alexander Mahone in, die werkzaam is bij de FBI. Via mysterieuze ontmoetingen houdt Mahone contact met zijn opdrachtgever. 
Ondertussen is Caroline Reynolds aangesteld als President van de Verenigde Staten en is de advocate van Lincoln achter de verblijfplaats van Terrence Steadman gekomen. Deze advocate, Veronica Donovan, wordt uit de weg geruimd en Steadman wordt nu strenger bewaakt dan ooit. 
Wanneer Aldo Burrows toch boven water komt, wordt hij vermoord door Agent Mahone. 
Niet veel later zijn Lincoln Burrows en zijn broer Michael Scofield achter de verblijfplaats van Steadman gekomen, ze zetten alles op alles om hem aan te geven en Lincoln vrij te pleiten. Steadman pleegt zelfmoord waardoor er geen bewijzen van zijn bestaan meer zijn, de zaak is verloren. 
Bill Kim wordt gedwongen door het geheimzinnige brein achter 'The Company' om een van de contactpersonen van Reynolds, Paul Kellerman, te ontslaan. Dan begint Kellerman met het lekken van informatie in de zaak Lincoln Burrows. Hij vertelt Justitie alles wat er rondom Steadman is gebeurd en wordt gearresteerd wegens een groot aantal misdrijven waar hij ook voor moet opdraaien. Dan wordt hij tijdens zijn transport naar zijn gevangenis vermoord door een groep agenten van The Company. Lincoln is nu een vrij man door de verklaring van Kellerman maar Michael wordt nu meer gezocht dan ooit. Wanneer Mahone een vluchtpoging doet om weer een vrij man te zijn en Bill Kim op het punt staat Michael te arresteren in Panama, slaat het noodlot toe. Bill Kim wordt vermoord door Sara Tancredi en Michael en Mahone worden er in geluisd door The Company. Ze worden beiden opgesloten in de gevreesde gevangenis, Sona. 
Dat Michael wordt opgesloten in Sona is geen toeval, er zit namelijk een Engelsman waar The Company al jaren achteraan zit: James Whistler. Whistler organiseerde boottochtjes over de Grote Oceaan en had ooit een belangrijke bioloog op zijn schip. The Company wilde weten waar deze bioloog was afgezet maar James wist zich geen raad. Hij vluchtte en werd opgepakt. 
Susan B. Anthony, een getrainde agente van The Company, wordt op de zaak gezet en laat Michaels vriendin Sara Tancredi en Lincolns zoon, LJ Burrows, ontvoeren. Michael wordt gedwongen om Whistler te bevrijden en om zo te voorkomen dat Sara en LJ worden vermoord. Dit gaat niet zoals gepland, want als Lincoln de twee probeert te bevrijden, wordt Sara onthoofd.
In Seizoen 4 komt Sara weer terug.
In datzelfde seizoen valt The Company uit elkaar. Medewerkers zoals Alexander Mahone, Stuart Tuxhorn en Lisa Tabak gaan "muiten". Ze proberen ook Scylla te bemachtigen, het enige voorwerp wat de val van The Company in kan luiden. Michael kan ten slotte Scylla stelen, maar het wordt van hem gestolen door nep-agent Don Self. Vervolgens moeten Burrows en Mahone Scylla terughalen, omdat Michael dan geopereerd kan worden. Onderwijl heeft Michaels moeder Christina, Scylla in handen. Ze werkt een plan uit wat de dood van ambassadeur Banjerjee betekent. Aan het einde van het seizoen kan Michael Scylla bemachtigen, en brengt het naar Kellerman, die het overhandigt aan de Verenigde Naties. Krantz wordt door de overheid gearresteerd, alsmede zijn handlangers in de regering. Zonder Krantz valt de hele Company uit elkaar, wat eindelijk betekent dat The Company is gevallen.

## Medewerkers
- Jonathan Krantz: Ook wel bekend als Pad Man. Hij is generaal en werkzaam op een streng bewaakt laboratorium Long Island, New York. Hij is de opdrachtgever van Bill Kim en communiceert voornamelijk door zijn opdrachten op papier te zetten.
- Stuart Tuxhorn: Hij is een van de zes kaarthouders van Scylla. Zijn kaart wordt als eerste bemachtigd door Michael en zijn crew.
- William "Bill" Kim: Geheim Agent bij The Company. Bill Kim had de missie om Lincoln Burrows terug te krijgen achter de tralies en ging erg ruig te werk. Hij wordt vermoord door Sara Tancredi.
- Paul Kellerman: Geheim Agent bij The Company. Hij heeft ervoor gezorgd dat Lincoln Burrows werd opgepakt en heeft Caroline Reynolds totaal in zijn macht. Hij krijgt spijt van alles wat hij heeft gedaan en getuigd tegen The Company. Hij wordt in de rechtszaal opgepakt, waarna gesuggereerd wordt dat hij wordt neergeschoten. Hij is op het einde van het vierde seizoen te zien als werknemer van de Verenigde Naties.
- Danny Hale: Medewerker van The Company in het eerste seizoen. Hij wordt neergeschoten door zijn compagnon Kellerman als hij informatie over Lincoln aan diens advocaten wil overhandigen.
- James Wyatt: Hij krijgt de missie om Michael en zijn 'vrienden' (Lincoln, Sucre, Sara, Bellick, Mahone en Roland) te vermoorden nadat Gretchen heeft gefaald. Hij is te vergelijken met de missie van Kellerman in het eerste seizoen. Wyatt heeft al snel vele doden gemaakt waaronder Whistler, Cameron (Mahone's zoontje) en Bruce Bennett.
- Gretchen Morgan: Geheim agente bij The Company. Ze beweert onder druk te handelen en heeft meegedaan aan vele heftige operaties in het leger. Gretchen is degene die hoogstwaarschijnlijk de nog onzekere dood van Sara Tancredi op haar geweten heeft (Sara blijkt later niet dood te zijn). Ze eist elke dag een evaluatie van Lincoln Burrows over hoe de ontsnapping van Whistler verloopt in Sona.
- James Whistler: Hij is in aflevering een van het vierde seizoen, Scylla, te zien in dienst van The Company. Hij verraadt hen echter en wordt vermoord door een andere agent van The Company, James Wyatt.
- Alexander Mahone: FBI Agent. Hij wordt benaderd door Bill Kim en moet onder druk zorgen dat Lincoln Burrows en Michael Scofield achter slot en grendel komen. Hij wordt in Panama verraden en komt samen met Michael in de gevangenis Sona. Hij heeft een groot drugsprobleem wat komt doordat hij de topcrimineel Oscar Shales heeft vermoord en heeft begraven in zijn voortuin. Dit geheim draagt hij al jaren met zich mee.
- Aldo Burrows: Ex-medewerker van The Company, en tevens vader van Michael en Lincoln. Nadat hij ze heeft verraden heeft hij jaren in het geheim geleefd met een grote groep bewakers. Uiteindelijk wordt hij vermoord door Alexander Mahone.
- Samantha Brinker: Een belangrijk persoon binnen het bedrijf, ze is een tussenpersoon tussen The Company en de op dat moment nog vicepresident zijnde Caroline Reynolds. Haar laatste verschijning is in "Flight".
- Jane Phillips: Ex-medewerker die The Company verliet om samen met Aldo Burrows te proberen de organisatie te ontmaskeren.
- Quinn: Was een medewerker van The Company, waar hij boven Paul Kellerman en Danny Hale stond. Hij moest L. J. Burrows, Veronica Donovan en Nick Savrinn omleggen en draait er zijn hand niet voor om om een wapen te gebruiken. Quinn belandt uiteindelijk in een put als hij daar door L.J. ingeduwd wordt. Kellerman en Hale vinden hem, maar laten hem achter, waarna Quinn uiteindelijk overlijdt.
- Elliott Pike: Op het einde van seizoen 2, zien we de man voor het eerst opduiken als hij T-bag bezoekt in de plaatselijke gevangenis van Panama.  Pike verlaat vervolgens de plaatselijke gevangenis en laat T-Bag achter, ook al heeft T-Bag gedaan wat hij moest doen voor The Company, maar omdat T-bag gevangengenomen werd, komt Pike niet meer tussen bij de deal die met T-Bag afgesproken werd. Vervolgens verlaat hij de gevangenis en laat T-Bag alleen achter.  In seizoen 3 duikt Elliot Pike ook op onder het gezag van Susan B. Anthony, maar wordt later doodgeschoten door Lincoln als Pike, Sofia (de vriendin van James Whistler), dreigt neer te schieten.
- Martin Greg: Deze medewerker is tweemaal te zien samen met Pad Man.

## Voormalig medewerkers The Company
- Lisa Tabak was de naaste assistente van Jonthan Krantz en tevens zijn dochter. Nadat Krantz voor haar ogen Howard Scuderi doodschiet, neemt ze ontslag en keert zich tegen The Company.
- Paul Kellerman was gedurende het eerste jaar een agent van The Company. Hij werkte bij de Secret Service, met name in de buurt van Company-agent Caroline Reynolds. Nadat hij door Company-agent Bill Kim gedumpt wordt, keert hij zich tegen The Company.
- Aldo Burrows was een data-analist bij The Company. Uiteindelijk stapte hij uit dit genootschap en stelde een organisatie samen om The Company neer te halen.
- Alexander Mahone was in seizoen 2 een agent van The Company, topagent van de FBI. Hij werd min of meer gedwongen mee te werken, omdat anders zijn aandeel in de moord van Oscar Shales bekend zou worden. Na de dood van zijn zoontje, wordt hij lid van Michaels groep om Scylla te bemachtigen en The Company neer te halen.
- James Whistler was een belangrijk lid van The Company. Maar hij stelde een groep samen, inclusief Alexander Mahone, om Scylla te bemachtigen en de company neer te halen.
- Christina Scofield was een medewerkster van The Company maar stopte daar uiteindelijk mee. Kwaadschiks probeerde ze vervolgens Krantz uit de weg te ruimen, om daarna zelf de macht te grijpen.
- Jasper Potts was een data-analist van The Company, maar nam ontslag en werd informant van BVD-agent Don Self.

## Doden in opdracht/door The Company
- Bisschop McMorrow – Vermoord door onbekende Company-agent, omdat hij niet instemde met de doodstraf.
- Leticia Barris – Vermoord door Paul Kellerman, omdat ze te veel wist.
- Lucasz – Vermoord door Company, explosie.
- Adrian Rix – Vermoord door Company-agent Paul Kellerman.
- Lisa Rix – Vermoord door Company-agent Daniel Hale.
- Sebastian Balfour – Vermoord door Company-agent Quinn.
- Company-agent Quinn – Vermoord door Company-agent Kellerman, als wraak.
- Company-agent Daniel Hale – Vermoord door Company-agent Kellerman, Hale wilde uit de Company gaan.
- President of the United States Richard Mills – Vermoord door een Company-chemicus, om Caroline Reynolds president te maken.
- Veronica Donovan – Vermoord door Company-agent Blondie, omdat ze Terence Stedman had ontdekt.
- Gouverneur Frank Tancredi – Vermoord door Company-agent Blondie, omdat hij te veel wist.
- John Abruzzi – Vermoord door een speciaal team van de FBI onder leiding van voormalig Company-agent Alexander Mahone, omdat hij deel uitmaakte van Fox River 8.
- David "Tweener" Alspolskis – Vermoord door voormalig Company-agent Alexander Mahone, omdat hij deel uitmaakte van Fox River 8.
- Charles "Haywire" Patoshik – Aangezet tot zelfmoord door voormalig Company-agent Alexander Mahone, omdat hij deel uitmaakte van Fox River 8.
- Kelli Foster – Vermoord door Company-huurmoordenaar.
- Aldo Burrows – Vermoord door voormalig Company-agent Alexander Mahone, omdat Burrows de Company wilde vernietigen.
- Company-agent Blondie – Vermoord door voormalig Company-agent Alexander Mahone, omdat die zijn gezin bedreigde.
- Company-agente Michelle Taylor – Vermoord door Company-agente Gretchen Morgan.
- James Whistler – Vermoord door Company-huurmoordenaar Wyatt.
- Cameron Mahone – Zoon van Alexander Mahone, vermoord om laatstgenoemde te lokaliseren. Moordenaar: Company-huurmoordenaar Wyatt.
- Bruce Bennet – Voormalig assistent van Frank Tancredi. Wordt vermoord om Michael Scofield te lokaliseren door Wyatt.
- Jasper Potts – Vermoord door Wyatt omdat hij te veel wist.
- Roland Glenn – Vermoord door Wyatt om Michael Scofield en Lincoln Burrows te lokaliseren.
- Howard Scuderi – Doodgeschoten door Krantz nadat hij Krantz’ werkwijze in het openbaar betwijfelt. Resulteert in het ontslag van Company top agent Lisa Tabak.
- Herb Stanton – BVD-baas, vermoord door Company-agent.
- Stuart Tuxhorn – Vermoord door Company-agent.